# 장뤼크 빌로도
장뤼크 빌로도(프랑스어: Jean-Luc Bilodeau, 1990년 11월 4일 ~ )는 캐나다의 배우이다.

## 출연 작품
- 액시스 (2017)
- 익스페팅 아미쉬 (2014)
- 베이비 대디 4 (2014)
- 베이비 대디 3 (2014)
- 베이비 대디 2 (2013)
- 베이비 대디 1 (2012)
- 러브 미 (2012)
- LOL (2012)
- 베스트 플레이어 (2011)
- 피라냐 3DD (2011)
- 16 위쉬스 (2010)
- 판타스틱 패밀리 (2010)
- 트릭 오어 트릿 (2007)
- 카일 XY 시즌1 (2006)
- 일 페이티드 (2004)